# Saint-Benoît-Labre
Saint-Benoît-Labre este o localitate din regiunea Chaudière-Appalaches în Provincia Québec, Canada. În anul 2021 număra 1.617 locuitori.

## Istoric
Din anul 2001 există în localitate o mănăstire cisterciană.